# 苏莱埃斯瓦兰帕蒂
苏莱埃斯瓦兰帕蒂（Suleeswaranpatti），是印度泰米尔纳德邦Coimbatore县的一个城镇。总人口17638（2001年）。

## 人口
该地2001年总人口17638人，其中男性8903人，女性8735人；0—6岁人口1969人，其中男1053人，女916人；识字率73.40%，其中男性为79.70%，女性为66.97%。